# Navigationssystem

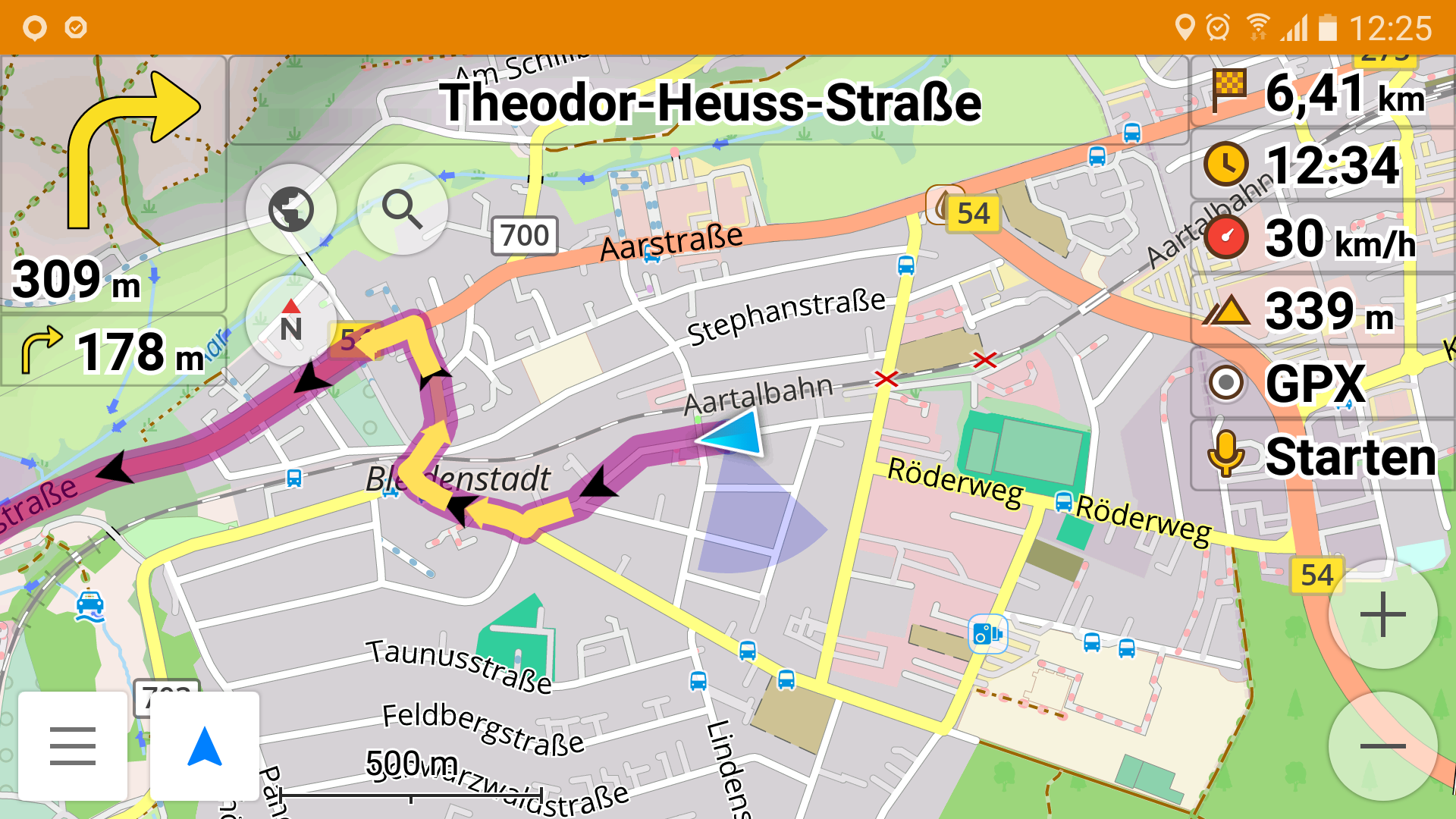
Straßennavigation per Smartphone mit OsmAnd, einem Opensource-Routing-Programm mit freien Kartendaten von OpenStreetMap

Ein Navigationssystem ist ein technisches System, das mithilfe von Positionsbestimmung (Satellit, Funk, Mobilfunk bzw. inertes oder autonomes System) und Geoinformationen (Topologie-, Straßen-, Luft- oder Seekarten) eine Zielführung zu einem gewählten Ort oder eine Route unter Beachtung gewünschter Kriterien, siehe auch die mittlerweile breite Auswahl an digitalen Routenplanern, ermöglicht.

## Aufbau
Das eigentliche, auf Funknavigation basierende System ist meist zweiteilig. Es besteht aus einer Empfangseinheit, die Funksignale mehrerer kodierter Sender auf ihre Laufzeit hin untersucht. Aufgrund dieser Daten berechnet es seinen aktuellen Standort (zur Abgrenzung siehe auch Inertiales Navigationssystem). Fast alle der heute erhältlichen Navigationsgeräte benutzen globale Navigationssatellitensysteme wie GPS, GLONASS, Beidou oder Galileo zur Positionsbestimmung.
Die sichere Berechnung ist möglich, sobald drei Signale empfangen werden, denn nur dann können unvermeidbare Uhrenfehler im Empfänger ausgeglichen werden. Bei einem vierten Signal lässt sich zusätzlich die Meereshöhe bestimmen. Wenn noch weitere Satellitensignale vorliegen, erhöht das die Präzision der Berechnung. Damit ergibt sich die geographische Position in Breitengrad und Längengrad, wobei die Genauigkeit heute bei wenigen Metern liegt. Ergänzt wird das System meist durch einen elektronischen Kompass, so dass außer der Position auch die Bewegungsrichtung des Benutzers bekannt ist. Mit der Einbeziehung des Dopplereffekts ist auch eine Berechnung der aktuellen Geschwindigkeit des Empfängers möglich.
Navigationssysteme übertragen diese Daten in digitale Karten und können somit nicht nur die Position in Koordinaten angeben, sondern auch ein grafisches, benutzerfreundlicheres Abbild der Position in einer digitalen Karte erzeugen. Durch das Vorhandensein von Kartenmaterial im Navigationssystem besteht die Möglichkeit, nach Eingabe von Zielkoordinaten eine Route vom momentanen Aufenthaltsort zum gewünschten Zielort zu erhalten. Dabei wird nicht die Luftlinie zwischen Ausgangsposition und Ziel angezeigt, sondern ein Weg über Verkehrswege, wie sie im Kartenmaterial hinterlegt sind, der mit einem sogenannten Routing-Verfahrens bestimmt wurde. So besteht die Möglichkeit, sich vom Navigationssystem auch in unbekannter Umgebung zum Ziel führen zu lassen. Die Empfehlungen zur Route werden meist durch Anzeige auf dem Display und gesprochene Abbiegeanweisungen gegeben.
Das Berechnen einer Route über die Verkehrswege des Straßenverkehrs, in dem oft eine Vielzahl von Straßen zum gewünschten Ziel führen, stellen hohe Anforderungen an das System. Verkehrsführungen wie Brücken, Einbahnstraßen, Sackgassen, Fähren oder ähnliches müssen beachtet werden. Da im Straßenverkehr auch Geschwindigkeitsbegrenzungen und zu erwartende Durchschnittsgeschwindigkeiten zu beachten sind, bieten fast alle Navigationssysteme an, Routen nach verschiedenen Kriterien zu berechnen, beispielsweise Minimierung der Fahrzeit, Minimierung der Fahrstrecke, Vermeidung von Autobahnen, Vermeidung von Mautstraßen.

## Geschichte
Die ersten Navigationssysteme waren das sogenannte LORAN-C (Long Range Navigation), das zu Beginn des Zweiten Weltkrieges entwickelt wurde und zunächst als Navigationserleichterung für Kampfflugzeuge diente, sowie das ursprünglich „QM“ genannte Decca, das zur maritimen Navigation eingesetzt wurde.
LORAN-C besteht aus 19 Sendestationen, die weltweit verteilt sind. Eine Station dient als Hauptsender, die anderen als Nebensender. Aus der Zeitdifferenz der Signale kann die Position errechnet und anhand einer Karte bestimmt werden.
Für die maritime Navigation war OMEGA ein Funknavigationssystem zur weltweiten Positionsbestimmung, das von 1968 bis 1997 in Betrieb war.
Heute beruhen die meisten Systeme auf den globalen Navigationssatellitensystemen (GNSS) wie GPS, GLONASS, Beidou oder Galileo. Der Einsatz begann im Bereich des Flugverkehrs und weitete sich dann auf die Schifffahrt aus. Seit den 1990er Jahren finden Navigationssysteme auch Einzug in andere Bereiche, z. B. den Straßenverkehr. Um 2000 hinzugekommen sind auch Einsatzgebiete im Outdoor-Bereich wie Wandern, Radsport oder Geocaching.
Auch in der Landwirtschaft und im Straßenbau werden Navigationssysteme verwendet, teils mit verbesserter Genauigkeit im cm-Bereich durch Echtzeitkinematik.
Die aktuellen Satelliten-Navigationssysteme bestehen meist aus der Kombination von einem GNSS-Empfänger und einer elektronisch gespeicherten Karte. Es gibt jedoch auch Navigationssysteme, die sich die benötigte Karten-Information aus dem Internet herunterladen, z. B. Google-Maps auf Smartphones.

## Kraftfahrzeug-Navigationssysteme

### Geschichte
Die Geschichte von Navigationssystemen für Automobile begann bereits vor dem Ersten Weltkrieg mit unterschiedlichen Geräten, die als Hilfsmittel zur Navigation entwickelt wurden.
Der amerikanische Ingenieur Joseph W. Jones aus New York meldete 1909 ein scheibenförmiges Straßen- und Ortsverzeichnis mit Kilometerzähler zu dem 1912 veröffentlichten US-Patent Nr. 1040345 an. Das Gerät wurde mit der Tachowelle verbunden, um die Scheibe weiterzudrehen. Das Gerät konnte von einem Beifahrer oder von Passagieren auf der hinteren Sitzbank abgelesen werden, um dem Chauffeur die Richtung entsprechend anzusagen. Der Hersteller Baldwin aus Boston bot 1909 das Gerät Auto Guide an. Das Gerät wurde im Blickfeld hinter dem Lenkrad angebracht und enthielt eine sichtbare Streckenbeschreibung auf Rollen aus Zelluloid, die entsprechend der zurückgelegten Fahrstrecke von Hand weitergedreht wurden. Das Signaling Device von Chadwick hatte drehbare Papierscheiben mit Streckeninformationen und mechanisch betätigte Fahrtrichtungszeiger. Lee S. Chadwick meldete 1910 seine Erfindung als Signaling Device an und erhielt 1916 das Patent zu dem Gerät.

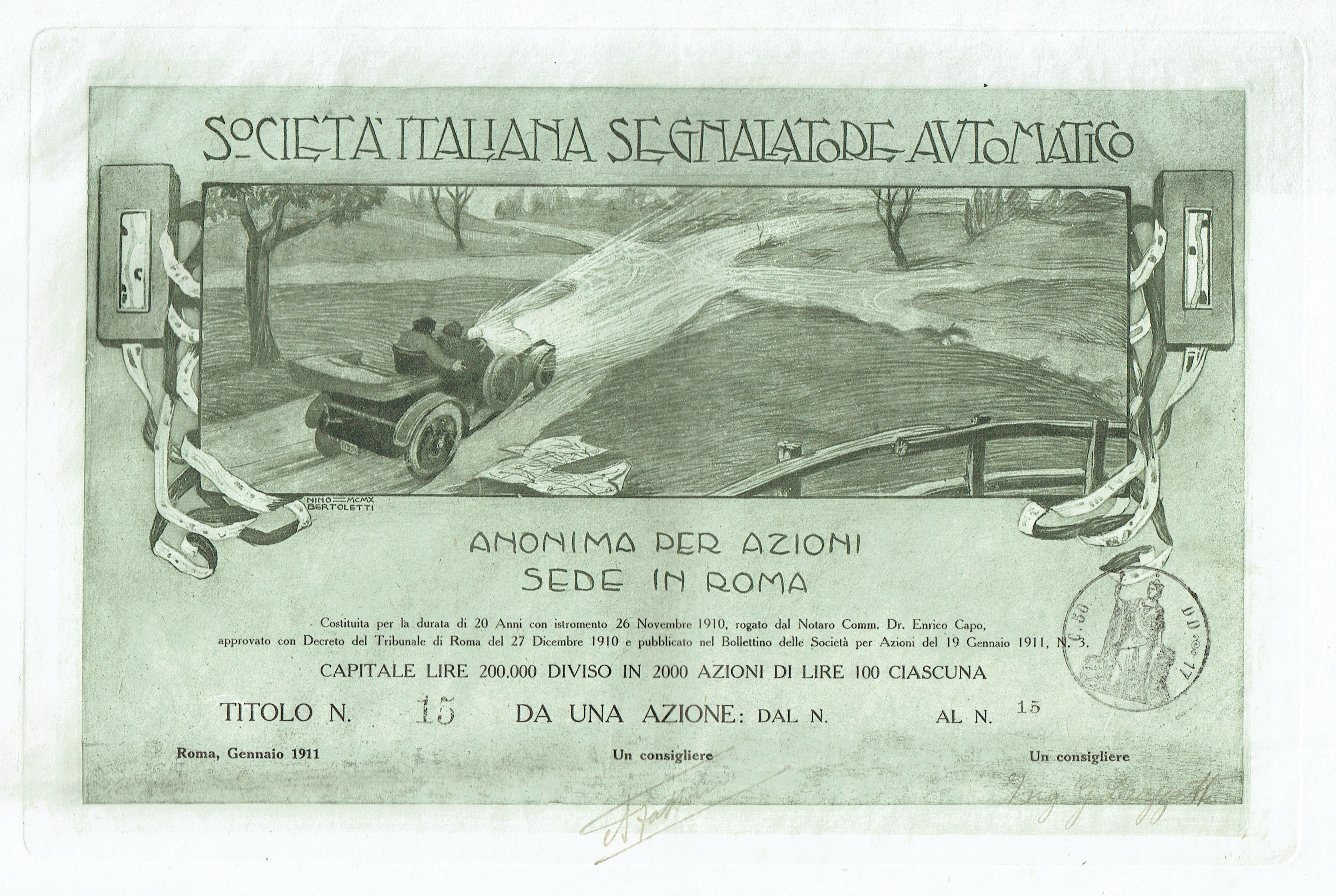
Aktie der Soc. Italiana Segnalatore Automatico vom 1. Januar 1911

1911 führte die Società Italiana Segnalatore Automatico ein System an, das u. a. mit dem österreichischen Patent Nr. 55809 im Jahr 1912 geschützt wurde. Bei diesem System war auf Landkarten in Rollenform der Streckenverlauf mit markanten Punkten und Abzweigungen eingezeichnet. Indem der Fahrer die Rolle dem Fahrtverlauf folgend weiterdrehte, hatte er immer die Orientierung, wie er weiterfahren musste.
Ein Gerät mit Sprachansage erfand der amerikanische Erfinder George E. Boyden aus New York zur US-Patent Nr. 1168053 das Vehicle Signaling System,. Ein Phonograf sagte die Hinweise zum Streckenverlauf an. 1921 erschien der Map Holder von John J. Bovy aus Minnesota.
1932 wurde in Italien das Iter Auto (Eigenschreibweise Iter Avto; sinngemäß für „Der Weg des Autos“) vorgestellt. Es war ein weiterer früher Vorläufer heutiger Navigationsgeräte. Jedoch wurden, auch bedingt durch die damals eher geringe Anzahl von Autos auf den Straßen, nicht viele Geräte abgesetzt.

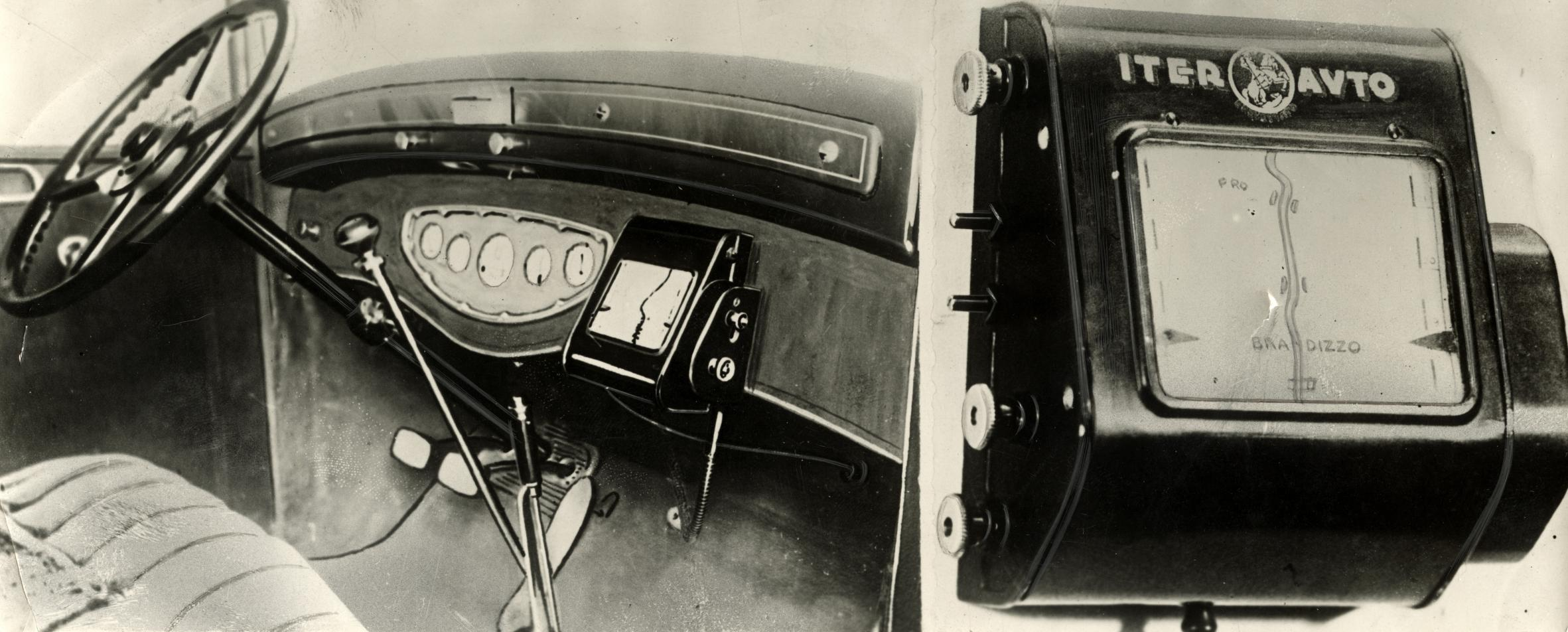
Iter Avto, ein frühes Navigationsgerät (1932)

Das Funktionsprinzip des Iter Avto bestand aus der Anzeige einer vorher festgelegten Strecke. Sie wurde auf eine Papierrolle übertragen und in das Iter Avto eingelegt. Das System ist mit dem Antrieb des Fahrzeugs verbunden. Je nach Geschwindigkeit wurde die Rolle langsamer oder schneller abgespult. Durch eine Sichtscheibe im Gerät sah der Fahrer den jeweils vor ihm liegenden nächsten Streckenabschnitt. Bedingung für die korrekte Funktionsweise war, dass auch wirklich exakt diese Strecke befahren wurde, denn es gab keine Sensoren, die Abweichungen von der Wegbeschreibung erkannt hätten. Navigationsgeräte, die diese Technik auch heute noch einsetzen, sind Roadbooks, die bei Oldtimer-, Fahrrad- und Motorradtouren genutzt werden.
1980 wurde im Raum Recklinghausen das System ALI (Autofahrer-Leit- und Informationssystem) im Probebetrieb installiert; 400 Fahrzeuge nahmen an dem Versuch teil. Für die Zieleingabe mussten Codes aus einem Heft abgelesen und in das Gerät eingegeben werden. Die grobe Positionsbestimmung erfolgt durch am Straßenrand aufgestellte Funksysteme mit Antennen in der Fahrbahn. Über diese wurde das Gerät beim Überfahren mit einem Zentralcomputer verbunden, der Fahranweisungen berechnete und an das Fahrzeug zurückschickte. Über ein LC-Display erhielt der Fahrer Fahreinweisungen. Das System konnte auch Empfehlungen zur Stauumfahrung geben und vor Nebel oder Glätte warnen.
1981 brachte Honda in Kooperation mit Alpine Electronics erstmals ein Auto-Navigationssystem, den Electro Gyrocator, auf den Markt. Im Heck des Fahrzeugs befand sich ein Vakuumtank, in dem ein aus der Luftfahrt übernommener Drehwinkelsensor Richtungsänderungen erfasste. Gemeinsam mit einem Wegstreckensensor lieferte er ein Signal, aus dem der Bordrechner eine der zurückgelegten Fahrstrecke entsprechende Linie berechnete, die auf einem Monochrom-Monitor in der Mittelkonsole des Wagens angezeigt wurde. Zur geographischen Orientierung musste der Fahrer eine transparente Karte vor den Monitor spannen und die angezeigte Wegstrecke mit dem dazu passenden Straßenverlauf auf der Karte zur Deckung bringen. Der Electro Gyrocator war jedoch noch kein Navigationssystem im heutigen Sinne, da er weder den absoluten Standort des Fahrzeugs ermitteln noch dem Fahrer Vorschläge zur Routenwahl machen konnte.
Im Jahr 1982 entwickelte die Blaupunkt GmbH in Hildesheim den „Elektronischen Verkehrslotsen für Autofahrer“, kurz EVA. Die Ortung beruhte auf der Erfassung durch Radsensoren. Der Nutzer erhielt die Fahranweisungen als Sprachausgabe. EVA wurde 1983 offiziell vorgestellt. Es war das erste autarke Navigationssystem.
1984 stellte VDO in Kooperation mit einem Straßenkartenverlag das System City-Pilot vor. Kern dieses in der Werbung als „elektronisches Navigationssystem“ bezeichneten Gerätes war ein Erdmagnetfeld-Sensor, der die ungefähre Position des Fahrzeugs ermittelte. Jede Seite der Karte enthielt einen Barcode mit den zum Mittelpunkte des jeweiligen Kartenausschnittes gehörenden Koordinaten. Über ein Lesegerät konnte der Barcode erfasst werden, womit keine straßengenaue, sondern lediglich eine Navigation in den zugehörigen Kartenausschnitt möglich war. Das VDO-System unterstützte den Fahrer bei der Navigation, indem es ihm die Himmelsrichtung und die Entfernung (Luftlinie) zum Zielkartenausschnitt anzeigte.
1985 brachte das kalifornische Unternehmen Etak den Navigator auf den Markt, der noch ohne GPS-Daten arbeitete. Nach Eingabe der Position auf einer digitalisierten Karte auf einem kleinen, grün leuchtenden Bildschirm orientierte sich der Navigationscomputer anhand von zwei Radsensoren und einem Kompass im digital abgespeicherten Straßennetz. Wegen der geringen Speicherkapazität mussten immer wieder Daten von einem Data-Kassettenrecorder in das Gerät überspielt werden, was den Betrieb umständlich machte. Da die finanziellen Möglichkeiten von Etak begrenzt waren, konzentrierten sie sich später auf die Herstellung digitaler Landkarten und verkauften Gerätelizenzen an Blaupunkt (Deutschland), Clarion (Japan) und Delco (USA).
1987 führte Toyota im Crown die ersten CD-ROM-basierten Pkw-Navigationssysteme ein, mit Farbmonitor.
Im Jahr 1989 brachte Bosch über die Tochterfirma Blaupunkt das TravelPilot IDS auf den Markt. Dieses System navigierte mittels Informationen von Radsensoren sowie einer gespeicherten digitalen Straßenkarte. Pioneer folgte 1990 mit dem ersten GPS-gestützten Auto-Navigationssystem.

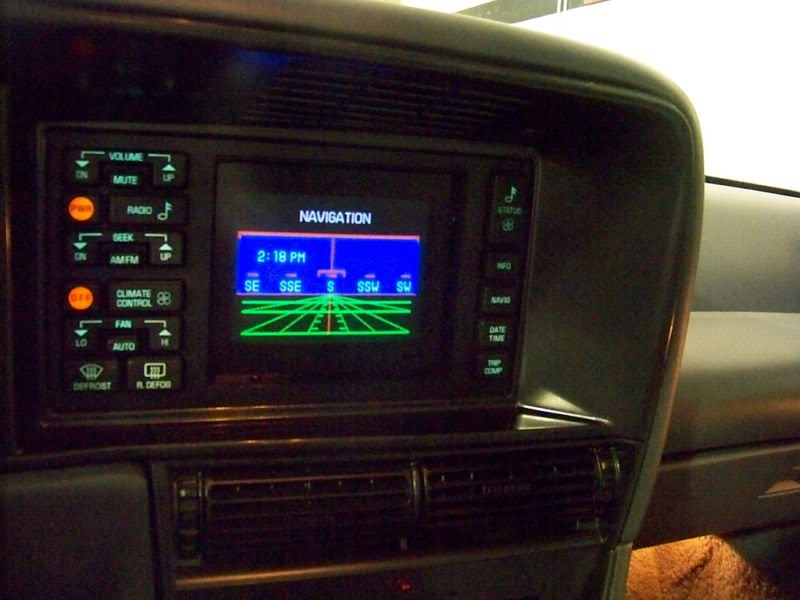
Navigationssystem im Oldsmobile Toronado, Baujahr 1992

1990 wurde das erste eingebaute GPS-Navigationssystem im Luxus-Coupé Mazda Eunos Cosmo eingeführt, und zwar das Car Control System (CCS). Toyota hatte 1991 die ersten ab Werk eingebauten GPS-Navigationssysteme (inklusive Farbmonitor) im Crown und Soarer, ab 1992 die weltweit ersten mit Sprachausgabe im Celsior eingeführt. Das erste Auto eines europäischen Herstellers, das ab Werk mit einem Navigationssystem angeboten wurde, war 1994 der BMW 7er.
Mit dem Wegfall der gezielten Verschlechterung des GPS-Signals durch das US-Militär im Jahr 2000 wurde die rein GPS-gestützte Navigation auch im Pkw erschwinglich. Vorher betrug die Genauigkeit rund 100 m, weshalb für eine präzise Navigation vor allem in Stadtbereichen zusätzliche Hilfsmittel (Radsensoren, Kreiselkompass) notwendig waren. Diese sind heute nur noch zur Aufrechterhaltung der Navigation unter schlechten Empfangsbedingungen (z. B. in „Straßenschluchten“ oder Tunneln) nötig.
Heute gibt es im Privatkundenbereich GNSS-gestützte Navigationssysteme in Form von Auto-Festeinbauten (z. B. Autoradios von Drittanbietern), als transportables Stand-alone-Gerät oder auch als Software-Erweiterung für PC, PDA oder Smartphones. Nachdem z. B. Google Maps kostenlose Karten und Routing bietet, die Karten auch für den Offline-Betrieb gespeichert werden können, und auf den Daten der Nutzer hochaktuelle Verkehrsinformationen benutzt werden, ist die Nutzung weit verbreitet.

### Anforderungen
Bei kurzzeitigem Signalausfall (Tunnel) braucht man Systeme, die die aktuelle Position extrapolieren. Die Ideallösung bestünde in einer Inertial-Komponente, die ihre Position nach Wegfall des Funksignals durch Informationen eines Trägheitssystems interpoliert. Solche Systeme werden in Flugzeugen eingesetzt (INS) und können dort zur autonomen Navigation verwendet werden. Allerdings sind solche Systeme sehr teuer und für Fahrzeuge mit einer hohen Dynamik in ihrer Bewegung (häufiger Wechsel der Richtung und der Geschwindigkeit) nur mit hohem Aufwand genau genug.
Fest eingebaute Systeme in Kraftfahrzeugen (Werkseinbauten) überbrücken Bereiche ohne Satellitenkontakt zusätzlich durch Radsensoren, die die zurückgelegte Strecke relativ genau und Richtungswechsel mit hinreichender Genauigkeit nachführen können. Bei mobilen Geräten muss die Software diese Berechnung leisten. Fällt das Signal aus, gehen diese Systeme davon aus, dass der Fahrer sich an die vorgegebene Route hält und seine Geschwindigkeit nicht ändert.
Die wesentliche Besonderheit bei Kfz-Navigationssystemen ist die Routenplanung, die in dieser Form und vor allem in dieser Komplexität weder in der Schifffahrt noch in der Luftfahrt so gefordert ist.

### Möglichkeiten
Wie bereits oben erwähnt, ist mithilfe von Navigationssystemen auch ein Navigieren in unbekannten Gebieten möglich. Nachdem das Gerät alle notwendigen Daten zur Verfügung hat (derzeitige Position, aktuelles Kartenmaterial und gewünschter Zielort), ist keine weitere Bedienung mehr notwendig. Ein häufiger Blick auf die Karte zur Positionsbestimmung durch Straßennamen entfällt gänzlich, sofern das System einwandfrei funktioniert, was Zeit und Mühe spart.
Moderne Systeme empfangen zusätzlich TMC oder TMCpro und berechnen bei Staus selbstständig oder auf Wunsch eine Umleitungsroute. Dabei wird nicht nur das Vorhandensein einer Behinderung als Grund für die Umleitung angesehen, sondern die zu erwartende Verspätung (stockender Verkehr, Stau, Unfall sowie Vollsperrung haben systembedingt andere Werte, die jedoch auch manuell geprüft über TMC verbreitet werden) bei einem Betroffensein von der gemeldeten Behinderung. Parallel dazu wird eine Umleitungsroute berechnet und die benötigte Zeit zum Zurücklegen mit dem Zeitaufwand der ursprünglichen Strecke plus der zu erwartenden Verspätung verglichen. Erst wenn ein Umgehen der Störung sinnvoll ist (= Zeitersparnis), berücksichtigt das Navigationssystem die Meldung. Der TMC-Dienst ist vor allem im Ausland nützlich, da man die verlesenen Verkehrsmeldungen nicht mehr verstehen können muss bzw. sie aufgrund einer einheitlichen internationalen Codierung auf dem System in der gewünschten Sprache dargestellt werden. Dieses Signal steht allerdings nicht in allen Ländern (kostenlos) zur Verfügung.
Je nach Kartenmaterial können sogenannte POI (Points of Interests) angesteuert werden. Diese Punkte sind mit ihren Eigenschaften (Tankstelle, Raststätte, Restaurant o. Ä.) und ihren Koordinaten auf der Karte gespeichert. Um Eingabezeit zu sparen, steht oft auch ein Speicher für wichtige Ziele zur Verfügung, welche häufig angefahren werden.
Darüber hinaus werden manche Navigationssysteme mit einem Warndienst für Radarfallen oder Ampelblitzer ausgestattet. Moderne Navigationssysteme oder Smartphone-Apps können mithilfe einer Internetverbindung über das Mobilfunknetz auch Daten über mobile Radarkontrollen empfangen, sofern sie von anderen Nutzern gemeldet wurden. Allerdings ist der Betrieb derartiger Systeme in Deutschland gemäß § 23 Abs. 1c StVO während der Fahrt auf öffentlichen Straßen verboten. Auch in anderen Ländern, unter anderem in Österreich, ist es nicht gestattet, solche Informationsdienste während der Fahrt zu betreiben. Es ist jedoch legal, solche Informationen zur Routenplanung heranzuziehen.
Navigationssysteme in Kraftfahrzeugen bringen Vorteile, obwohl eine gewisse Häufung von Unfällen zu beobachten ist, die auf Ablenkung des Fahrers durch die Bedienung des Gerätes zurückzuführen sind. Die Bedienung des Gerätes durch den Fahrer ist während der Fahrt gemäß § 23 Abs. 1a StVO in Deutschland verboten, wenn zur Bedienung eine Hand genutzt wird. Untersuchungen haben ergeben, dass vor allem bei der Fahrt in unbekannten Städten rund 50 % der Konzentration für das Ablesen von Wegweisern, das korrekte Einordnen und Kontrolle der eigenen Position und somit für die Navigation benötigt wird. Zudem wird angenommen, dass bis zu 30 % der Verzögerungen im städtischen Kfz-Verkehr, besonders durch Staus, durch Personen verursacht werden, die auf der Suche nach einer bestimmten Adresse oder einer Parkmöglichkeit sind. Oftmals verleitet die Angst, eine Abfahrt zu verpassen und nicht mehr zurückzufinden, insbesondere weniger geübte Fahrer zu riskanten Fahrmanövern (hastige Spurwechsel, starke Bremsmanöver usw.) und steigert dadurch die Unfallgefahr.
Mittlerweile sind für mobile PDA- und PNA-Navigationsgeräte umfangreiche Aufrüstungen mit nachträglich aufspielbarer Software möglich. Die Aufrüstmöglichkeiten reichen von tagesaktuellen POI-Datenbanken bis hin zu nachladbaren Anwendungen, Hörbüchern, Filmen und Geocaching-Anwendungen sowie Wanderkarten.
Beispiele für Zusatzmöglichkeiten im Navigationssystem sind somit:
- TMC oder TMCpro
- TPEG (Transport Protocol Experts Group)
- POIs
- Multimedia-Anwendungen
- Geocaching

### Bauformen
Die älteste Bauform von Kfz-Navigationssystemen sind so genannte Werkseinbaugeräte. Seit Anfang der 1990er Jahre bieten verschiedene Automobilhersteller Kfz-Navigationssysteme als Sonderausstattung an. Diese Systeme bestehen aus einer GNSS-Antenne, die in der Regel am Dach des Kraftfahrzeuges montiert wird, einem Steuergerät, über das die Benutzereingaben getätigt werden, einem Massenspeicher, von dem das Kartenmaterial gelesen wird, und mindestens einem Display, über das die Fahrempfehlungen ausgegeben werden.
Bei älteren Geräten befindet sich der Massenspeicher und die Bedieneinheit im Kofferraum, die Fahrempfehlungen werden über ein kleines Display hinter dem Lenkrad, manchmal auch akustisch über das Autoradio ausgegeben.
Bei modernen Geräten sind Laufwerk und Bedieneinheit oft im Autoradio integriert. Bei ausreichender Arbeitsspeicherausstattung kann das als Massenspeicher verwendete CD- bzw. DVD-Laufwerk nach Berechnung der Route während der Fahrt trotzdem als Musikabspielgerät verwendet werden. Diese Geräte sind oft höher als normale Autoradios (meist zweifach DIN-Schacht) und ermöglichen daher auch größere Bildschirme. Ausführungen mit Farbbildschirm (zum Beispiel das Radio Navigation System MFD) zeigen oft eine straßenkartenähnliche Darstellung der näheren oder weiteren Umgebung, während Geräte mit Monochromdisplay meistens nur Richtungspfeile als Fahrtrichtungs-Symbol zeigen. Der große Vorteil dieser Bauart ist, dass neben dem GNSS-Signal oft auch andere Informationen wie beispielsweise Tachoimpulse oder Informationen eines Richtungssensors zur Verfügung stehen, die auch dann eine genaue Positionierung erlauben, wenn das GNSS-Signal zu schwach oder kurzzeitig ganz abgeschirmt ist. Zudem können für die Richtungsansagen die Autolautsprecher dienen, währenddessen die Lautstärke der Radio- bzw. Musikwiedergabe automatisch abgesenkt wird.
Trotzdem hat sich, nicht zuletzt wegen der extremen Preisdifferenz und der Innovationsmüdigkeit der Kfz-Hersteller, in den letzten Jahren der Verkaufsanteil von portablen Navigationssystemen wesentlich rasanter entwickelt. Im Jahr 2006 wurden in Europa ca. neun Millionen tragbare Navigationssysteme verkauft, im Vergleich zu vier Millionen fest eingebauter durch die Automobilhersteller. Mit der weiten Verbreitung von Smartphones, die zumeist über ein ausreichend großes Display und einen präzisen A-GPS-Empfänger besitzen, sinken die Verkaufszahlen von tragbaren Navigationsgeräten zunehmend. Fast alle bekannten Hersteller von tragbaren Navigationssystemen – wie etwa TomTom, NAVIGON oder Route 66 – bieten eine App mit äquivalentem Funktionsumfang. Der Vorteil dieser Geräte ist, dass der Benutzer sie meistens bei sich trägt und direkt zu eingespeicherten Kontaktadressen navigieren kann. Bei bestehender Internetverbindung können auch hochauflösende Stauinformationen abgerufen werden, die – anders als bspw. TMC – auch kleine Nebenstraßen berücksichtigen.
Bei der Nutzung von Navigationssystemen am Motorrad empfiehlt sich der Einsatz einer Motorrad-Gegensprechanlage.
Viele Navigationssysteme haben den Nachteil, dass keine freie Auswahl des Kartenmaterials möglich ist, sondern ausschließlich Karten des jeweiligen Herstellers verwendet werden können. Aus diesem Grunde wurde die Physical Storage Format Initiative ins Leben gerufen, die vor 2019 zur Navigation Data Standard Organisation übergegangen war. Das ist ein Zusammenschluss von Autoherstellern, Systemherstellern und Kartendatenlieferanten, die gemeinsam Standardformate für Navigationsdatenbanken definieren. Seit 2012 sind Navigationssystemen verfügbar, die diese Formate nutzen.

### Navigationssystemunfälle
Eine Gefahrenquelle stellen Fährverbindungen über Flüsse dar, die manche Navigationssysteme als durchgehende Fahrbahn vermitteln. Kommt Nebel hinzu, werden Verkehrszeichen, die auf die Fähre hinweisen gelegentlich übersehen und die Autofahrer landen dann im Fluss. In Köln-Langel hat es diesbezüglich eine Unfallserie gegeben. 2009 geriet ein ortsunkundiger Taxifahrer mit einem Fahrgast in den Rhein. Beide Personen konnten sich ans Ufer retten. 2010 ereignete sich ein ähnlicher Unfall, die beiden Fahrzeuginsassen dieses Autos konnten sich ebenfalls retten. Als die Feuerwehr das Fahrzeug zur Sicherung des Schifffahrtsweges bergen wollte, entdeckten die Feuerwehrleute ein weiteres Kfz-Wrack im Strom. Bei der Säuberung dieses Fahrzeuges entdeckten sie dann die skelettierte Leiche eines seit vier Jahren vermissten Mannes. 2011 soll ein Navigationsgerät ebenfalls einen tödlichen Unfall verursacht haben. Der Lastwagenfahrer war am Anleger einer Fähre irrtümlich in den Fluss gefahren und umgekommen.

## Fahrrad-Navigationssysteme
Mit Stand Mitte des Jahres 2025 ist festzustellen, dass es auch weiterhin eine Auswahl an Navigationsgeräten speziell für die Fahrrad- und Pedelec-Nutzung gibt. Allerdings ist zwischenzeitlich, d. h. seit Ende des Jahres 2021, beispielsweise das über rund 10 Jahre in Deutschland recht beliebte Fahrrad-Navigationssystem "Teasi" bzw. "Teasi-Tahuna" eingestellt worden, herstellerseitig mit der Aussage: „Der Markt für Fahrradnavigationsgeräte hat sich stark gewandelt. Inzwischen sind die integrierten Navigations-Apps in Smartphones sehr gut ausgereift und stellen für Biker eine gute Alternative dar, sodass wir uns entschieden haben, keine weiteren GPS Geräte bzw. entsprechendes Zubehör der Marke TAHUNA zu vertreiben". Das bestätigt und verdeutlicht, dass die als Smartphone-App nutzbaren digitalen Fahrrad-Radroutenplaner, die Communitybasierten ebenso wie die  Kommerziellen, mittlerweile eine verbreitete und gut nutzbare Alternative zu reinen Fahrrad-Navigationssystemen darstellen. Personen, die spezielle Fahrrad-Navigationssysteme weiterhin befürworten, sind i.d.R. Radvielfahrer und sie begründen dies insbsondere mit aus ihrer Sicht deutlich mehr Regenrobustheit, mit deutlich längeren Akku-Laufzeiten sowie mit unkomplizierteren Anschlussmöglichkeiten seitens der reinen Fahrrad-Navigationsgeräte.

## Outdoor-Navigationssysteme

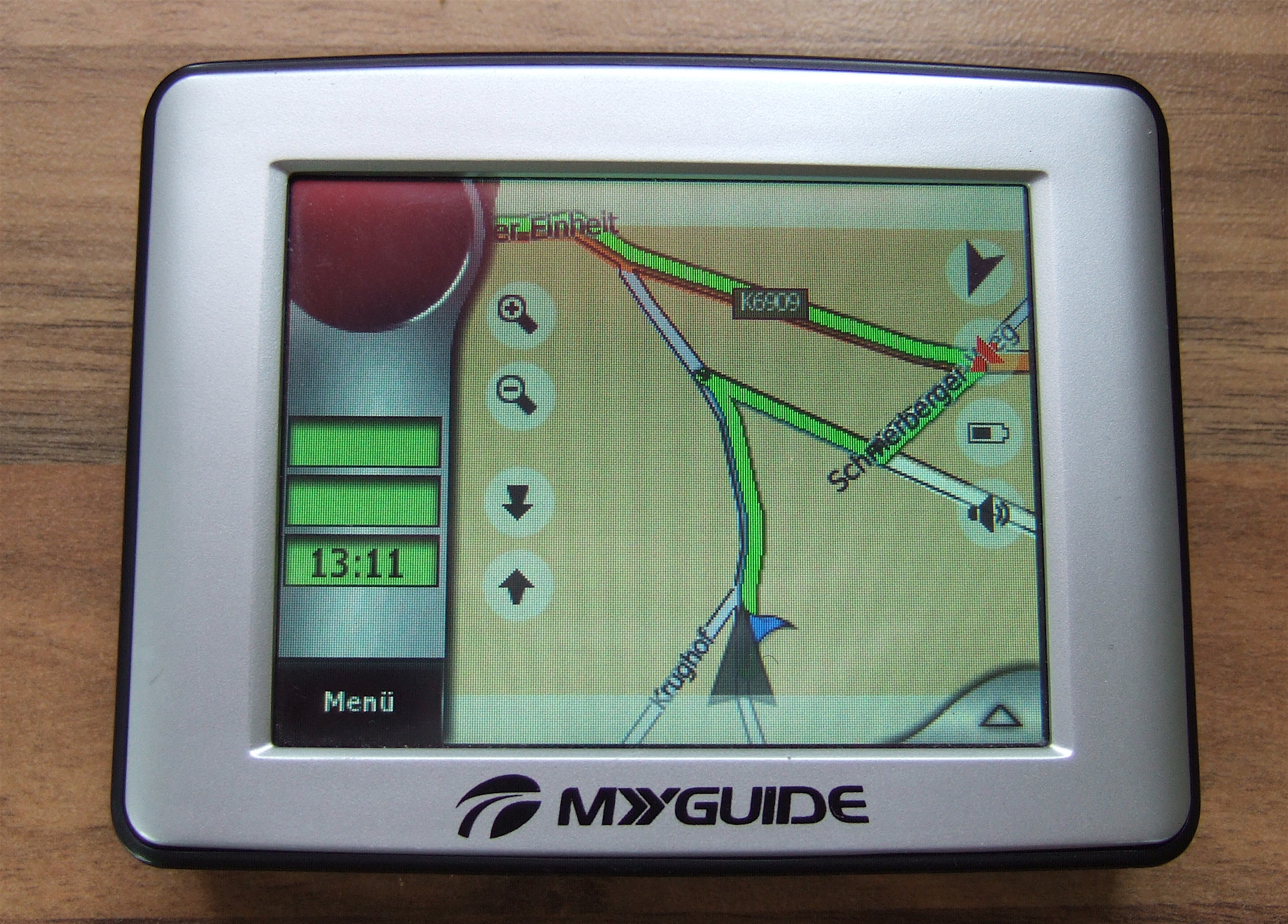
Mobiles Navigationssystem für die Benutzung im Auto, Fahrrad oder zu Fuß (Größe: 10 cm breit, 7 cm hoch)

### Gerätearten
GNSS-Empfänger für die Navigation oder Ortung im Freien sind üblicherweise Handgeräte. Sie können entweder mit einem Armband am Handgelenk (ähnlich der Armbanduhr) oder einfach in der Hand bzw. mit einer Gürtelschlaufe getragen werden. Manche Geräte bieten spezielle Halterungen, mit denen sie am Lenker eines Zweirades (Fahrrad oder Motorrad) befestigt werden können.
Einige Hersteller bieten für den Outdoor-Einsatz optimierte Geräte an. Sie zeichnen sich durch ihre robuste Bauweise (wasserdicht, stoßfest) aus. Manchmal werden für den Einsatz im Sonnenlicht besser geeignete transflektive und entspiegelte Displays verwendet. Diese lassen sich auch ohne zusätzliche Hintergrundbeleuchtung benutzen, was zu längeren Betriebszeiten beiträgt.

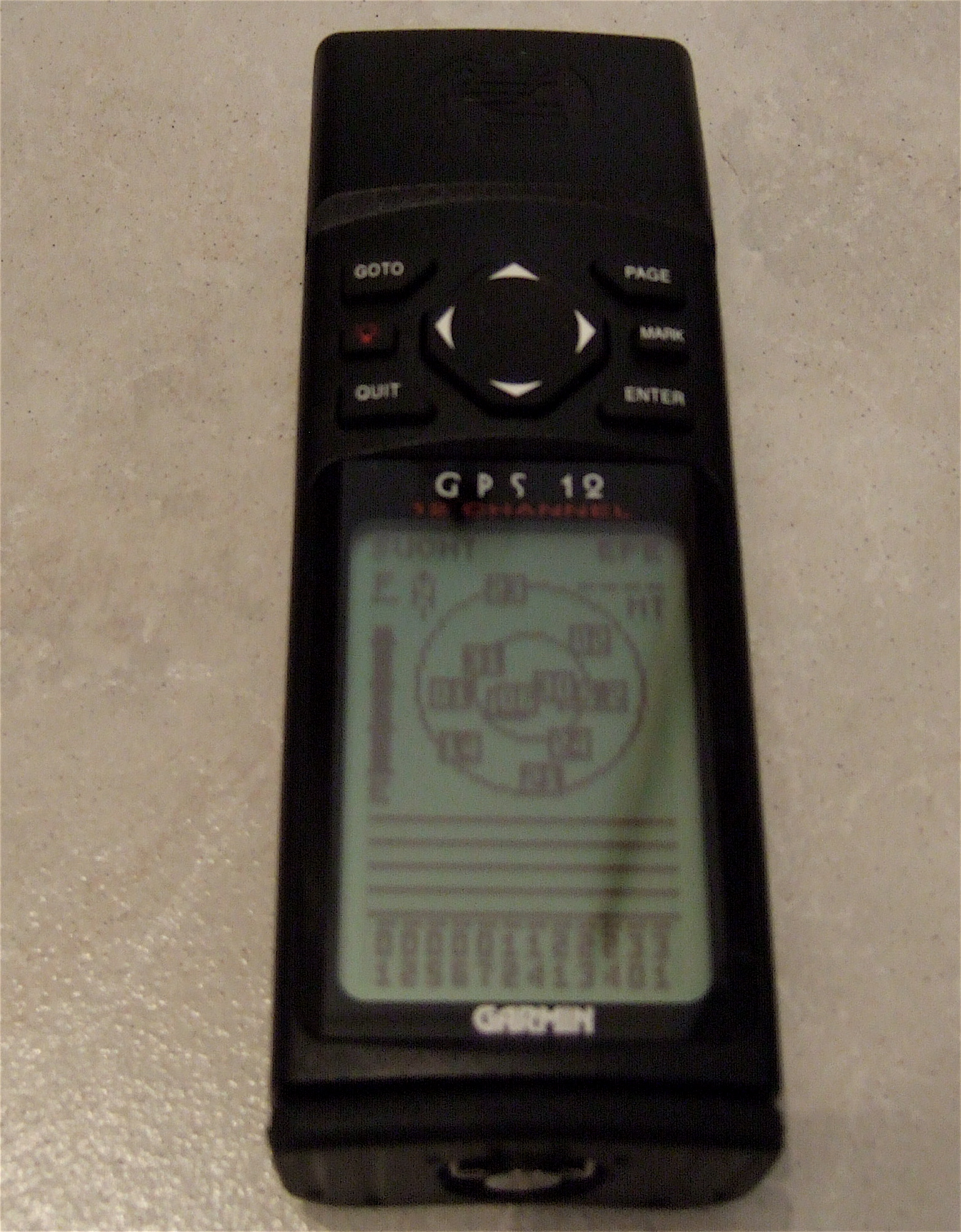
Veraltetes Outdoor-Navigationssystem (Bj. 2000) für die Benutzung zum Wandern oder Segeln

Für blinde und sehbehinderte Menschen gibt es spezielle Navigationssysteme, die ihre Informationen per Sprachausgabe zugänglich machen. Diese Navigationssysteme nutzen ebenfalls die satellitengestützte Navigation über GNSS. Die Datenaus- und -eingabe verläuft entweder über eine eigens entwickelte Steuereinheit oder über ein Mobiltelefon.

### GNSS-Daten und Karten
Auf vielen Outdoor-Navigationssystemen können digitale, topographische Karten abgespeichert und zum Navigieren verwendet werden. Es lassen sich zwei Arten digitaler Karten unterscheiden: Raster- und Vektorkarten. Rasterkarten bestehen wie Digitalfotos aus vielen kleinen Bildpunkten (Pixeln). Ihr Kartenbild ähnelt dem von Papierkarten, damit wird vielen Anwendern die Orientierung erleichtert. Vektorkarten bestehen dagegen aus Punkten, die mit Linien verbundenen sind. In älteren Geräten werden diese in eher schematischer Weise als Karte dargestellt. Mit den Elementen einer Vektorkarte sind i. d. R. (im Gegensatz zu Rasterkarten) weitere Informationen verknüpft, z. B. Höhenangaben oder Straßennamen und -Klassifikationen.
Wie bei Straßenkarten können auf topografischen Karten Routen entlang des Wegenetzes berechnet werden. Einige Geräte bieten Sprachansagen, mit denen auf den Streckenverlauf hingewiesen wird.
Aufgrund des hohen Preises bietet die Vermarktung von Kartenpaketen ein wichtiges Standbein für die Navigationsgerätehersteller. Jedoch ist es für die meisten Geräte möglich, die Geodaten des freien Projektes OpenStreetMap (OSM) zu nutzen.

### Satellitennavigation versus Karte und Kompass

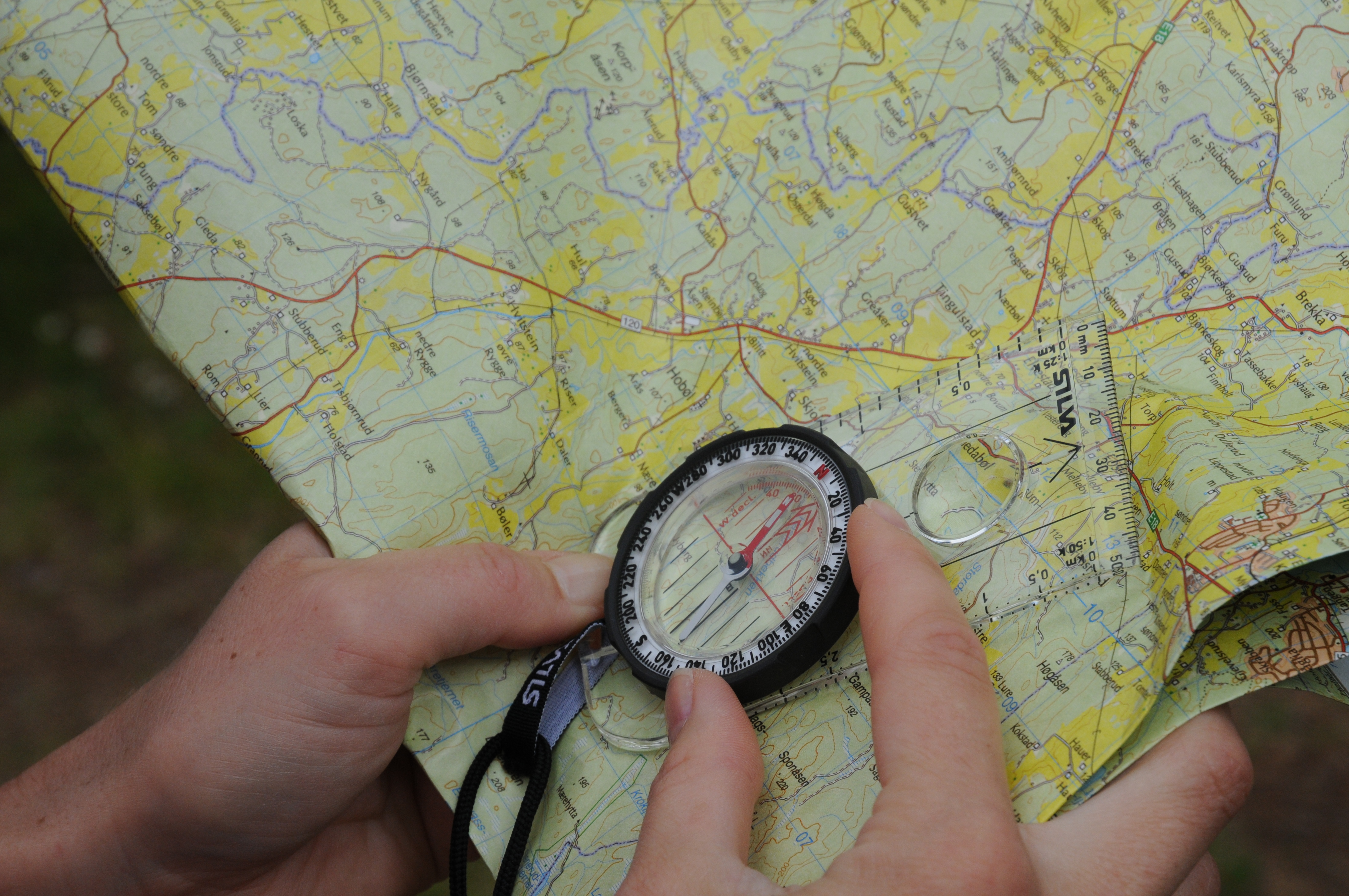
Karte und Kompass: Noch zeitgemäß in Zeiten von GPS?

Die Navigation mithilfe von Satelliten unterliegt drei hauptsächlichen technischen Einschränkungen. Sind für eine Region zu wenig Satelliten im Einsatz, beziehungsweise ist ihre Verteilung am Himmel (von der Position des Nutzers aus gesehen) ungünstig, können die Berechnungen ungenau oder falsch sein oder die Positionsbestimmung fällt völlig aus. Am Boden können Felswände oder Häuser den Empfang verhindern oder durch Reflexionen zu falschen Berechnungen führen. Obwohl die technische Weiterentwicklung der Geräte diese Probleme mehr und mehr beseitigt oder verringert, bleiben die Unsicherheiten durch natürliche Störungen bestehen: Da die Positionsberechnung von einer möglichst genauen Laufzeit der Signale abhängig ist, können etwa besonders tief am Horizont stehende Satelliten, deren Signale eine deutlich längere Strecke durch die Atmosphäre zurücklegen müssen, oder ein besonders hoher Wasserdampfanteil in der Atmosphäre zur Verlangsamung der Signale und damit zu Berechnungsfehlern führen. Darüber hinaus ist es nicht auszuschließen, dass das US-Verteidigungsministerium aus militärischen Gründen zukünftig irgendwann wieder eine Genauigkeitsverfälschung durch beabsichtigte Signalstörungen vornimmt, wie es bis zum 2. Mai 2000 der Fall war. Die genannten Probleme sind bereits heute Ausnahmen, die nur selten auftreten. Viel größer ist bei mehrtägigen Wildnistouren das Problem, die Energieversorgung (Akkus, Batterien) sicherzustellen.
Obwohl GPS-Geräte im Gegensatz zur klassischen Navigation mit topografischer Karte und Magnetkompass offensichtliche Vorteile haben, sehen Fachleute darin nur ein ergänzendes Gerät, das etwa die Positionsbestimmung erleichtert. Für Laien ist diese Einschätzung ungewöhnlich, da GPS-Geräte grundsätzlich bei jedem Wetter (Sturm, Regen, Nebel) einsetzbar sind, eine sehr genaue Ortsbestimmung und in der Regel eine unkomplizierte Ermittlung der Marschrichtung zulassen und kein Wissen über Winkelfunktionen, Gitternetze von Karten oder die Missweisung der Kompassnadel nötig ist. Doch gerade die große Virtualität des GPS-Displays und die scheinbare Sicherheit, dass das Gerät auch bei irrtümlich eingeschlagenen Routen immer zuverlässig in Richtung Ziel zeigt, birgt den größten Nachteil der Satellitennavigation im Outdoorbereich: Während Karte und Kompass ständig einen Abgleich mit der Wirklichkeit erfordern, verlagert sich die Aufmerksamkeit beim GPS vorwiegend auf das Gerät. Eine Verifizierung der Daten – etwa die Beurteilung der Gangbarkeit der gewählten Route – ist ohne detailreiche Karte schwierig oder unmöglich. Das notwendige Wissen bei der Kompassnavigation, die zwangsläufig häufigere Kontrolle von Standort und Richtung sowie die größere Ungenauigkeit zwingen zu mehr Vorsicht und geben dadurch faktisch größere Sicherheit als ein GPS-Gerät. So kann es etwa lebensgefährlich sein, dem GPS blind zu vertrauen und bei Nacht oder Nebel im Hochgebirge weiterzugehen.

## Indoor-Navigationssysteme
Indoor-Navigationssysteme sind aufgrund schwacher GNSS-Signale innerhalb von Gebäuden auf alternative Technologien angewiesen. Der Markt im Bereich Indoor-Lokalisierung wuchs seit 2014 um durchschnittlich 36,5 % pro Jahr. Für das Jahr 2019 wurde eine Größe von 4,424 Milliarden USD prognostiziert.
Indoor-Navigation beruht auf der technischen Möglichkeit, Personen bzw. deren Smart Devices in Innenräumen mit hinreichender Genauigkeit zu lokalisieren. Die Lokalisierungstechnologien ermöglichen außerdem das sogenannte „Asset Tracking“, das Nachverfolgen (tracken) von Gütern und Gegenständen in der Logistik und im produzierenden Gewerbe. Insbesondere das Asset Tracking als Element des sog. IIoT (industrial internet of things) verspricht den beteiligten Unternehmen große Marktchancen.

### Karten von Innenräumen
Für die Navigation im Raum werden genaue Karten von Innenräumen benötigt. Heutzutage werden diese dreidimensionalen Karten mit terrestrischen Laserscannern erstellt. Da dieses Verfahren sehr lange braucht und aus diesem Grund zu teuer ist, um alle öffentlichen Einrichtungen zu scannen, entwickeln mehrere Unternehmen und Start-ups neue Verfahren. Apple hat 2013 das Unternehmen WiFiSlam gekauft, das Innenräume abbilden will, indem es die Routen aller Smartphone-Nutzer durch ein Gebäude trackt und auswertet. Die Start-ups NavVis aus Deutschland, RFSpot aus Kalifornien und Viametris aus Frankreich stellen ein Produkt her, das Innenräume bis zu 100 Mal schneller scannt als herkömmliche Laserscanner. Dabei setzten die drei Unternehmen nicht nur auf Laserscanner, sondern auf hochauflösende Kameras, die eine 360°-Ansicht erstellen.

### Technologien
WLAN-basierte Ortung: WiFi-Netze sind preisgünstig und weit verbreitet. Allerdings ist die Positionierung über WiFi noch sehr ungenau. Per WiFi-Triangulation wird die Signalstärke von mindestens drei Hotspots oder anderen bekannten WLAN-Sendern gemessen und darüber die Position bestimmt.
Beacon: Im Innenraum werden kleine Signalgeber, Beacons genannt, platziert und senden Signale die von einem Smartphone gemessen werden können. Die Daten werden per Bluetooth übertragen.
Ultrabreitband: Ultrabreitband (Ultra-wideband, UWB) ist eine Nahbereichsfunkkommunikation, die auf einem Laufzeitverfahren (Time of Flight) basiert. Die Position wird durch die Messung der Lichtlaufzeit zwischen einem Objekt und mehreren Empfängern bestimmt. Durch die hohe Genauigkeit der Lokalisierung und geringe Latenzzeiten eignet sich diese Technologie vor allem für Anwendungen im industriellen Umfeld.
Sensoren: Jedes Smartphone enthält inzwischen Sensoren, die eine Beschleunigung in mehreren Raumachsen messen können. Sobald das Smartphone die initiale Position des Nutzers durch GNSS, WiFi oder mobile Daten erkannt hat, können diese Sensoren genutzt werden, um den zurückgelegten Weg des Nutzers abzuschätzen.
Erdmagnetismus: Sensoren für Magnetfelder können durch Erdmagnetismus die Position des Nutzers in einem zweidimensionalen Gebilde bestimmen.
Kamera: Die Kamera des Smartphones nimmt den Innenraum auf und gleicht das Bild mit anderen Fotos ab, die in einer Datenbank abgelegt sind. Dadurch kann der Standort bestimmt werden.

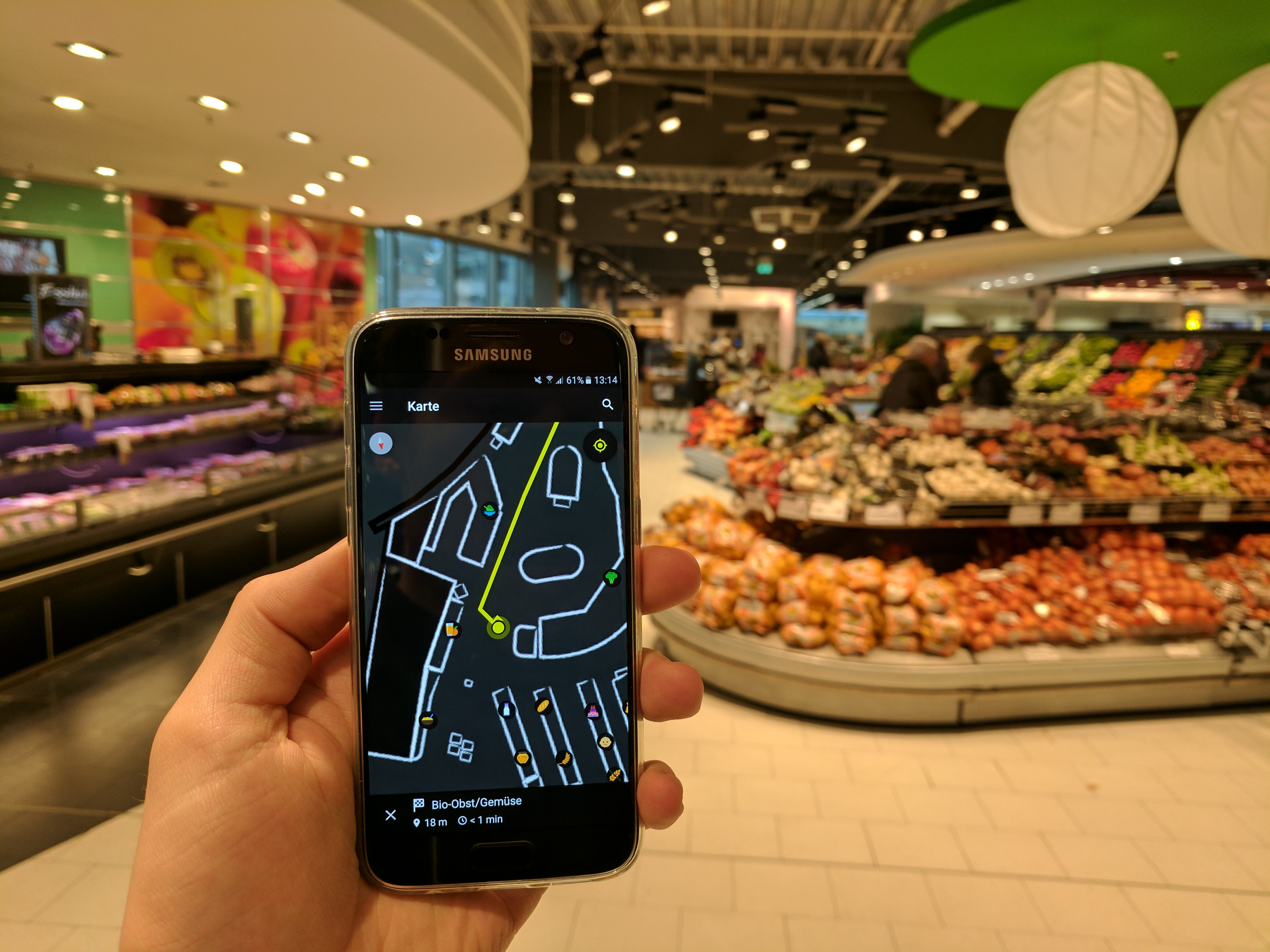
Shopping App nutzt VLC zur Indoornavigation

Optische Marker: Im Gebäude angebrachte Marker können mit der Kamera eines Smartphones erkannt werden. Über die Marker ist die Position (Länge, Breite, Höhe über dem Boden, Orientierung) ermittelbar. Bei dieser Technologie gibt es keine aktiven Teile in der Gebäudeinfrastruktur.
VLC: Eine präzise Technologie zur Positionierung (genauer als 30 cm) und Navigation in Innenräumen bietet die Positionierung auf Lichtbasis (Visible light communication). Dabei werden Daten oder Informationen mithilfe des Übertragungsmediums Licht übertragen. Die Frequenz des zur Übertragung genutzten Lichtes befindet sich dabei im sichtbaren Bereich zwischen 400 THz (750 nm; 1 THz = 1000 GHz) und 800 THz (375 nm). Zur Erzeugung des benötigten Lichtes werden Leuchtstofflampen oder LEDs verwendet. Im Jahr 2015 hat Philips Lighting VLC gemeinsam mit dem deutschen Startup Favendo zur Marktreife entwickelt und auf Basis der Technologie ein Indoor Positioning System (IPS) entwickelt, das neben Richtungsangaben auch Notification und Analytics umfasst. Philips nutzt dafür eine Kombination aus Visible Light Communications Technologie, Bluetooth und den Inertialsensoren von Smartphones. Die Technologie ist in verschiedenen Supermärkten in Frankreich und Deutschland im kommerziellen Einsatz.

### Anbieter und Anwendungsbeispiele
In Deutschland gehörten 2017 Infsoft und Favendo zu den marktführenden Unternehmen auf dem Gebiet der Indoor-Navigation und Indoor-Positionsbestimmung.
Indoor-Navigationssysteme sind inzwischen zur Marktreife entwickelt und finden Anwendung in vielen verschiedenen Branchen. Interessante Anwendungsfälle gibt es beispielsweise im Bereich Industrie, Logistik, dem Gesundheitswesen sowie an Flughäfen und Bahnhöfen.
Der Frankfurter Flughafen bietet seinen Passagieren und Besuchern zum Beispiel eine Beacon-basierte Indoor-Navigation via App an. An verschiedenen Bahnhöfen unterstützt eine Navigationslösung auf Basis von Beacons täglich die Kunden der Schweizerischen Bundesbahnen (SBB) dabei, das richtige Gleis und viele weitere Points of Interest auf dem besten Weg zu erreichen. Die SAP Arena und die PreZero-Arena verfügen ebenfalls über Installationen für eine Indoor-Navigation, die Besucher mittels App nutzen können. Auch im Universitätsspital Basel können sich Patienten, Besucher und Mitarbeiter zu ihrem Ziel navigieren lassen. Darüber hinaus etablieren sich mobile Indoor-Navigationssysteme seit 2017 zudem mehr und mehr als Element von sogenannten Smart Buildings.

## Schifffahrt
Sogenannte Kartenplotter haben in der Berufsschifffahrt fast komplett und in der Sportschifffahrt schon teilweise die klassischen Seekarten ersetzt.

## Militär
Militärische Anwender rechnen damit, dass übliche Navigationssysteme vom Gegner gestört werden.
Das autonome Hydrofoil-Boot Kraken3 Scout Medium nützt GPS, doch schaltet bei schlechtem Empfang um auf das alternative Präzisionsnavigationssystem HalNav. Das nutzt Himmelspolarisation, Sonnen- und Mondverfolgung, Himmelsverfolgung, Inmarsat-Satellitenpositionierung und Lagesensoren, um die genaue Position des Boots zu ermitteln.

## Kritik an Navigationssystemen
Navigationssysteme haben bereits einen mitunter dramatischen Verlust der räumlichen Orientierung zur Folge. Wobei auch Art und Ausgestaltung der Navigationssysteme beim drohenden Verlust der räumlichen Orientierung eine Rolle spielen. Man spricht von Orientierungs-Analphabeten und ein Kabarettist sagte gar: „Ein Navi im Auto ist der erste Schritt zum betreuten Wohnen.“
„Prof. Dirk Burghardt von der TU Dresden spricht von einem ‚Schlüsselloch-Effekt‘ bei den Navi-Nutzern: Auf den kleinen Displays an der Autoscheibe oder im Armaturenbrett sehen sie während der Fahrt lediglich einen kleinen Ausschnitt ihrer Umgebung, sie fahren zwar, aber erfahren nichts mehr über die Gegend, die sie gerade passieren. Und das hat Folgen. Wissenschaftler von der Uni Salzburg schickten zwanzig Autofahrer auf eine zehn Kilometer lange Teststrecke, die eine Hälfte ausgestattet mit einem Navi, die andere mit einer Landkarte. Den Rückweg galt es anschließend ohne Hilfsmittel zu finden. Das Ergebnis: Die Kartennutzer waren schneller zurück und verfuhren sich seltener. Offenbar hatten sie sich während der Hinfahrt aktiv mit ihrer Umgebung auseinandergesetzt, selbstständig Entscheidungen getroffen. So war in ihrem Kopf eine mentale Landkarte entstanden, auf die sie sich später stützen konnten. Ganz anders die Navi-Nutzer. Als passive ‚Befehlsempfänger‘ hatten sie sich vergleichsweise gedankenlos auf die jeweilige Anweisung verlassen, ohne sich unterwegs Abzweigungen oder Weggabelungen einzuprägen. Sie brauchten für die Rückfahrt durchschnittlich zehn Minuten länger, verfuhren sich fast dreimal so oft.“